# Ühtri
Ühtri (Duits: Jüttri) is een plaats in de Estlandse gemeente Hiiumaa, provincie Hiiumaa. De plaats heeft de status van dorp (Estisch: küla).
Tot in oktober 2017 behoorde Ühtri tot de gemeente Käina. In die maand werd Käina bij de fusiegemeente Hiiumaa gevoegd.

## Bevolking
Het dorp had 24 inwoners op 31 december 2011 en 27 inwoners op 31 december 2021.

## Ligging
Door de plaats loopt het riviertje Luguse. In Ühtri staat een baptistische kapel, die gebouwd is in 1920.

## Geschiedenis
Ühtri werd voor het eerst genoemd in 1798 onder de naam Uhtri als dorp op het landgoed van Ahdma (Aadma).

## Foto's

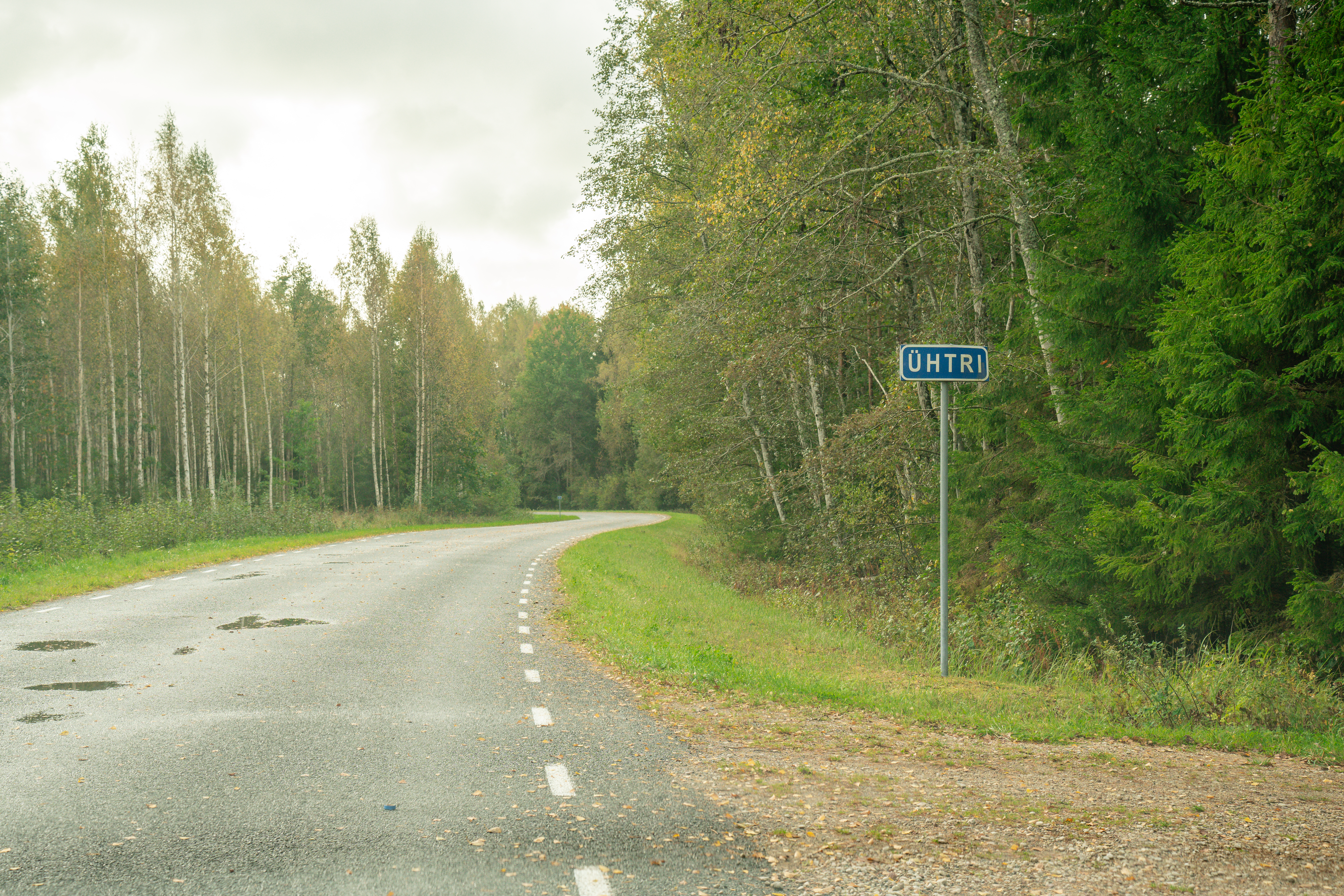
Plaatsnaambordje
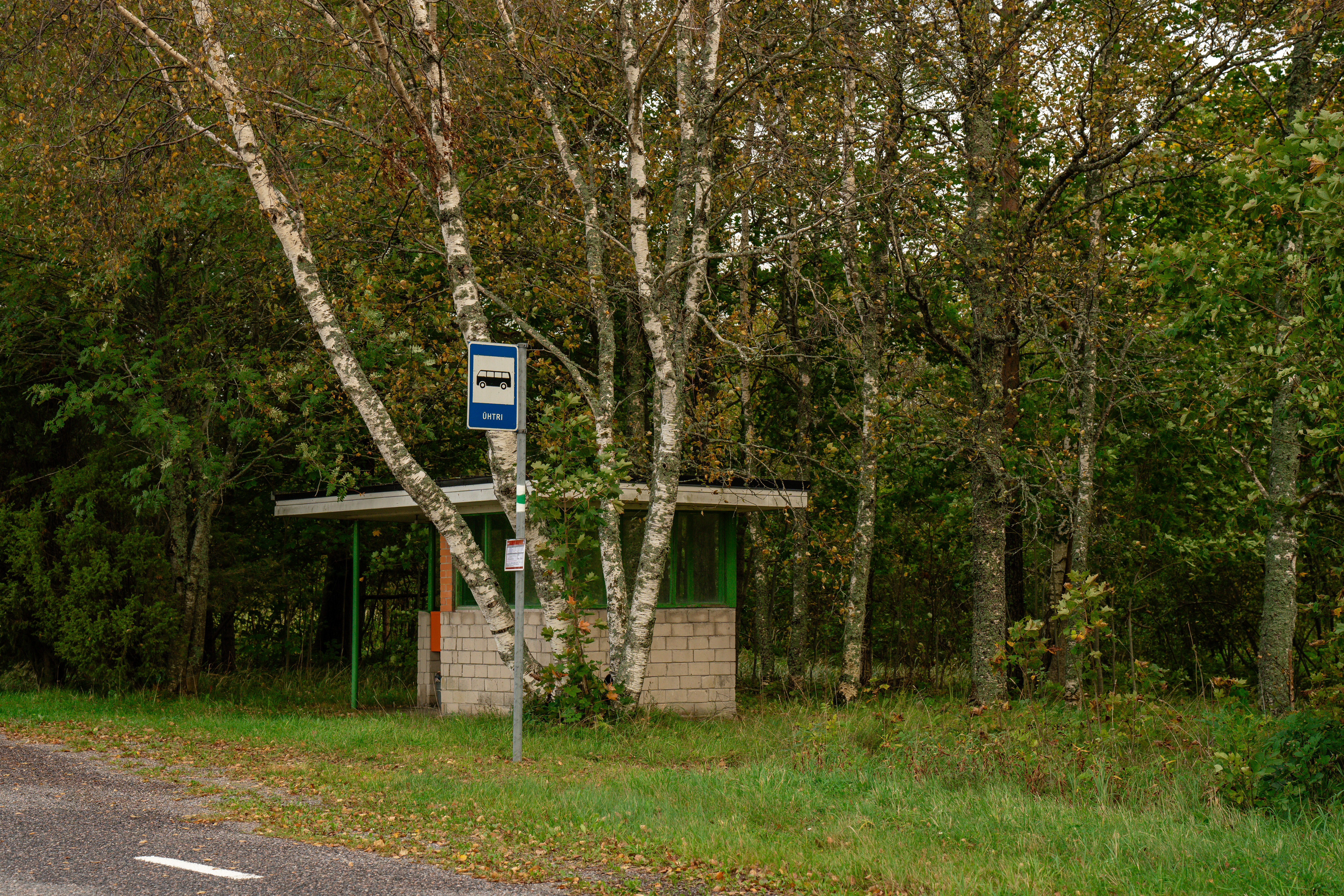
Bushalte
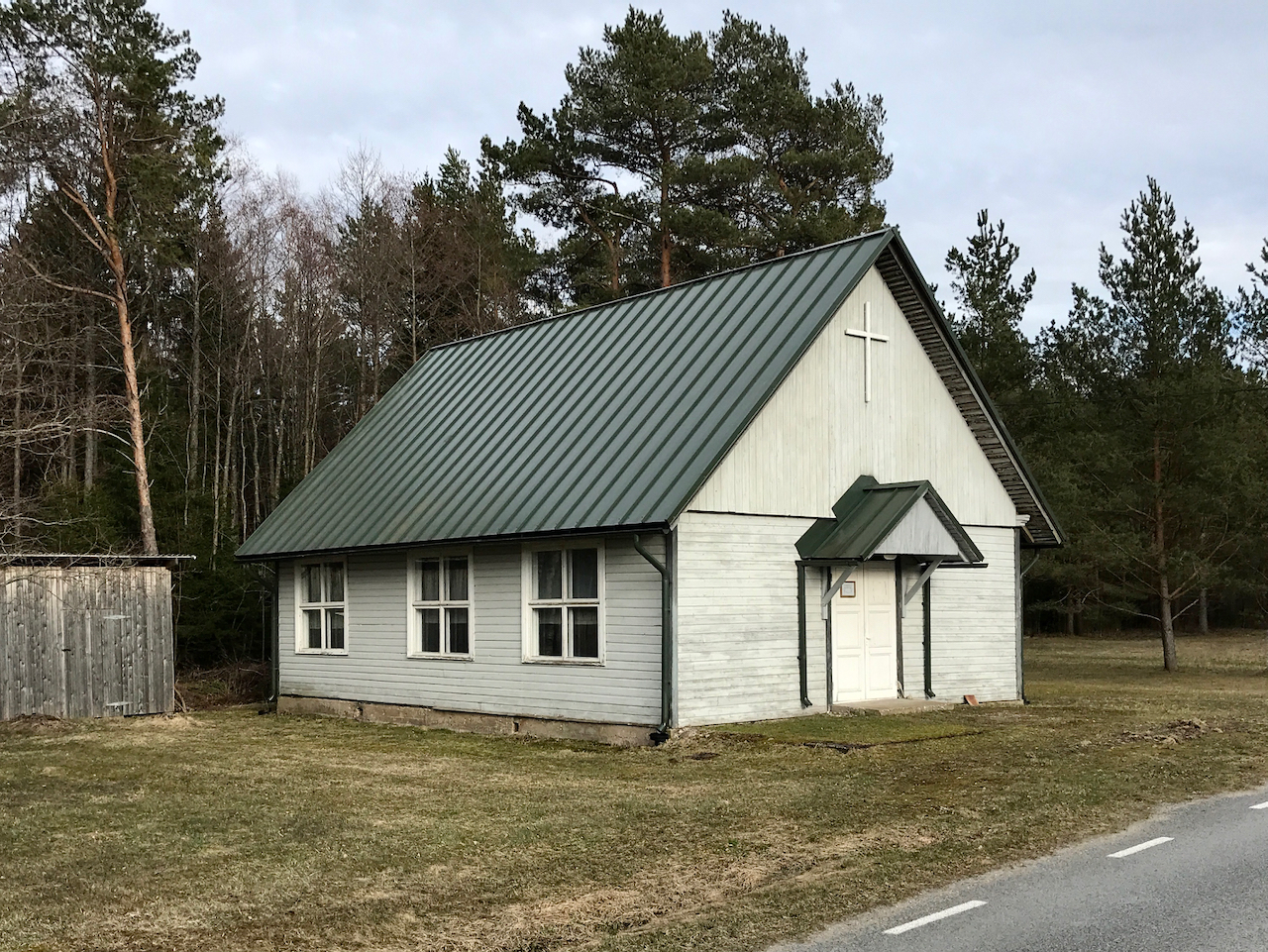
Baptistische kapel